# Claus-Casimir van Oranje-Nassau van Amsberg
Claus-Casimir Bernhard Marius Max, Bá tước xứ Oranje-Nassau, Thiếu chủ nhà Amsberg (tiếng Hà Lan: Claus-Casimir Bernhard Marius Max graaf van Oranje-Nassau, jonkheer van Amsberg; sinh ngày 21 tháng 03 năm 2004 tại Bệnh viện Bronovo ở The Hague) là người con thứ hai và là con trai duy nhất của Constantijn của Hà Lan và Laurentien Brinkhorst. Cậu là thành viên của Vương thất Hà Lan và hiện đang xếp thứ 6 trong Danh sách kế vị ngai vàng của Vương quốc Hà Lan.
Ngày sinh của cậu đã không được chú ý đến bởi cái chết, chỉ một ngày trước đó, của bà cố của cậu, Nữ vương Juliana. Cậu là cháu trai duy nhất của Nữ vương Beatrix và chồng là Vương tế Klaus. Cậu có hai chị em là Nữ bá tước Eloise và Nữ bá tước Leonore.
Lễ rửa tội của cậu đã diễn ra tại nhà nguyện của cung điện Het Loo ở Apeldoorn vào ngày 10 tháng 10 năm 2004.